# 富士宮自動車学校
株式会社富士宮自動車学校（ふじのみやじどうしゃがっこう）は、静岡県富士宮市にある静岡県公安委員会指定自動車教習所を運営する企業。関東地区でタクシー事業を展開している「三ツ矢グループ」の企業の一つで、同グループの姉妹校に新東京自動車教習所・王子自動車学校がある。

## 取得できる免許
第一種運転免許
- 普通自動車
- 中型自動車
- 普通自動二輪車
- 大型自動二輪車[2]

## アクセス
- 所在地 静岡県富士宮市源道寺町10番地

鉄道
- JR東海身延線富士宮駅（徒歩5分）

バス
- 富士急静岡バスS7新富士 - 世界遺産センターアクセス線・富士急バスS141大月線・富士宮市コミュニティバス「宮バス」宮2中央循環線・宮3東南循環線「弓沢町」停留所から徒歩約3分。